# Черепашки-ніндзя (мультсеріал, 2012) (1 сезон)
Перший сезон Черепашок-ніндзя виходив в ефір на каналі Nickelodeon з 29 вересня 2012 по 8 серпня 2013 в США. Сезон знайомить глядачів з чотирма черепашками: Леонардо (озвучує Джейсон Біггз ), Донателло (озвучує Роб Полсен ), Рафаель (озвучує Шон Астін ) та Мікеланджело (озвучує Грег Сайпс).

## Історія створення
21 жовтня 2009 року відбувся прес-реліз, на якому було повідомлено, що Viacom купив у Пітера Лерда всі права на бренд Черепашки-ніндзя за 60 мільйонів доларів і створюватиметься мультсеріал у форматі CGI для сімейства каналів Nickelodeon і трансляція почнеться в 2012 році. Фільм за мотивами мультсеріалу, випущений компанією Paramount Pictures (також під керівництвом Viacom), дебютував у 2014 році. 
Джейсон Біггз озвучує Леонардо, Роб Полсен озвучує Донателло . У червні 2011 року було підтверджено, що Шон Астін озвучує Рафаеля і Грег Сайпс озвучує Мікеланджело .  У серпні 2011 року стало відомо, що Мей Вітман озвучує Ейпріл О'Ніл .  У квітні 2012 року було оголошено, що Філ Ламарр озвучуватиме Бакстера Стокмана і Нолан Норт озвучуватиме інопланетну расу, відому як Кренгі,   а Розанна Барр озвучуватиме лідера Кренгів.  Актриса Келлі Ху утвердилася на роль Караї у травні 2012 року. 
На офіційний сайт каналу Nickelodeon перед офіційним релізом мультсеріалу були викладені картинки. Зображення показували комп'ютерні моделі всіх чотирьох черепах, Шреддера, Сплінтера, Ейпріл О'Ніл (у підлітковому віці), а також Кренгів, інопланетної раси, що містять у собі риси Кренгів та Утромів.  Трейлер для мультсеріалу був показаний 21 червня 2012 року на каналі Nickelodeon (США). 

## Акторський склад

### Головні ролі
- Джейсон Біггз - Леонардо (26 серій)
- Шон Астін - Рафаель (26 серій)
- Грег Сайпс - Мікеланджело (26 серій)
- Роб Полсен - Донателло (26 серій)

### Повторювані ролі
- Хун Лі - Хамато Йоші / Сплінтер (24 серії)
- Мей Вітман - Ейпріл О'Ніл (19 серій)
- Нолан Норт - Кренгі (16 серій)
- Кевін Майкл Річардсон - Ороку Сакі / Шреддер (15 серій)
- Брайан Блум[en] - Капітан Рейн (10 серій)
- Кленсі Браун - Кріс Бредфорд / Осторозуб (9 серій)
- Крістіан Ланц - Ксевер Монтес / Шаблезуб (9 серій)
- Скотт Менвілль — Креншоу (8 серій)
- Келлі Ху - Караї (6 серій)
- Кіт Сілверштейн[en] - Кірбі О'Ніл (6 серій)
- Філ ЛаМарр - Бакстер Стокман (5 серій)
- Джим Мескімен - Карлос Чанг О'Брайн Гамбе (5 серій)
- Ендрю Кішино[en] - Фонг, Сід (4 серії)
- Розанна Барр - Головний Кренг (2 серії)
- Бен Крос - Доктор Майнстронг (2 серії)
- Джеффрі Комбс - Доктор Віктор Фалько / Щуровий Король (2 серії)
- Денні Джейкобс - Змейк / Змейкв'юн (2 серії)
- Пітер Лурі[en] - Кожеголовий (2 серії)
- Кассандра Петерсон - Міс Кемпбелл (2 серії)
- Саб Симоно[en] - Муракамі (2 серії)
- Роджер Крейг Сміт[en] — Тімоті / Пульверизатор (2 серії)

### Гостьові ролі
- А. Дж. Баклі[en] - Голуб Піт
- Льюїс Блек[en] — Вік / Паукус
- Анна Грейвс[en] - Селестіал
- Сіро Ніелі — Доставник Піци
- Джеймс Сі - Цой
- Фред Татаскьор[en] - Іван Старанко
- Кері Уолгрен - Джоан Гроді
- Френк Велкер - Доктор Тайлер Роквелл

## Епізоди
| № загальний | № у сезоні | Назва                                                                            | Режисер                                                                     | Автор сценарію                   | Прем'єра у США 0A;     | вироб. код             | Глядачі США (мільйони) |      |
| --- | ---------- | -------------------------------------------------------------------------------- | --------------------------------------------------------------------------- | -------------------------------- | ---------------------- | ---------------------- | ---------------------- | ---- |
| rowspan="1" scope="row" 1–2 | 1–2        | «Rise of the Turtles» «Повстання черепах»                                        | Michael Chang                                                               | Joshua Sternin и J.R. Ventimilia | 29 вересня 2012 року   | 25 листопада 2012 року | 101-102                | 3.92 |
| 1-а частина: Коли черепашки вперше виходять із каналізації на поверхню, вони стають свідками того, як Ейпріл О'Ніл та її батька Кірбі викрадають Кренги. Донні переконує братів, що їхній обов'язок – врятувати О'Нілів. 2-а частина: Черепашки з'ясовують, де тримають О'Нілов після викрадення. Вони влаштовують атаку на притулок Кренгів і їм доводиться битися з мутантом-рослиною. |            |                                                                                  |                                                                             |                                  |                        |                        |                        |      |
| 3 | 3          | «Turtle Temper» «Черепаша вдача»                                                 | Alan Wan                                                                    | Jeremy Shipp                     | 6 жовтня 2012 року     | 103                    | 3.25                   |      |
| Під час бою з Кренгамі, Рафаель лютує, коли звичайний житель Нью-Йорка знімає черепашок на телефон і погрожує розіслати відео всьому світу. Під час рятувальної операції мешканця, що зняв черепашок на камеру, він мутує в павукоподібну істоту, яке з легкістю справляється з черепашками. Щоб здолати мутанта, Раф вчиться контролювати свій гнів і у результаті перемагає. |            |                                                                                  |                                                                             |                                  |                        |                        |                        |      |
| 4 | 4          | «New Friend, Old Enemy» «Новий друг, старий ворог»                               | Juan Jose Meza-Leon                                                         | Joshua Hamilton                  | 13 жовтня 2012 року    | 104                    | 2.80                   |      |
| Щоб довести, що черепашки можуть дружити з людьми, Майкі використовує соціальну мережу, щоб подружитися з Крісом Бредфордом, популярним майстром бойових мистецтв, який насправді є найкращим учнем Шреддера. |            |                                                                                  |                                                                             |                                  |                        |                        |                        |      |
| 5 | 5          | «I Think His Name is Baxter Stockman» «Здається, що його звуть Бакстер Стокманн» | Michael Chang и Ciro Nieli                                                  | Joshua Sternin и J.R. Ventimilia | 20 жовтня 2012 року    | 105                    | 3.40                   |      |
| Сплінтер садить черепашок під домашній арешт через те, що Майки катався на скейтборді в лігві. Коли черепашки потай від Сплінтера збігають з лігва, незважаючи на його вказівки, вони втрачають Ч-Під (який містить у собі важливий чіп) і тепер повинні перемогти Бакстера Стокмана, працівника ІТКІ, який використовує чіп, щоб модернізувати його броню та помститися компанії ДТКІ за його звільнення. |            |                                                                                  |                                                                             |                                  |                        |                        |                        |      |
| 6 | 6          | «Metalhead» «Металева Голова»                                                    | Juan Jose Meza-Leon                                                         | Tom Alvarado                     | 27 жовтня 2012 року    | 106                    | 3.61                   |      |
| Втомлений використовувати як свою зброю дерев'яне бо Донателло створює Металеву Голову, робота, керованого дистанційним пультом, який має боротися замість нього. Коли у Металевої Голови відбувається збій у програмі і він починає підкорятися Кренгам, Донні повинен знайти спосіб зупинити його. |            |                                                                                  |                                                                             |                                  |                        |                        |                        |      |
| 7 | 7          | «Monkey Brains» «Мавпячі мізки»                                                  | Alan Wan                                                                    | Russ Carney и Ron Corcillo       | 3 листопада 2012 року  | 107                    | 3.69                   |      |
| Донні та Ейпріл об'єднуються в команду, щоб розслідувати зникнення британського нейрохіміка доктора Тайлера Роквелла. Розслідування приводить їх до дивного мавпи-мутанта. Вони розуміють, що Роквелл і є та сама мавпа-мутант, який використовується в експерименті його колегою лікарем Віктором Фалко. |            |                                                                                  |                                                                             |                                  |                        |                        |                        |      |
| 8 | 8          | «Never Say Xever» «Ніколи не кажи Ксевер»                                        | Michael Chang                                                               | Kenny Byerly                     | 10 листопада 2012 року | 108                    | 2.92                   |      |
| Після битви з Пурпурними Драконами в магазині локшини, Лео боїться, що він показує надто багато милосердя до ворогів. Шреддер посилає по черепашки Ксевера Монтеса разом із фут-кланівцями. Все стає ще гірше, коли Ксевер бере власника магазину локшини, містера Муракамі, у заручники. |            |                                                                                  |                                                                             |                                  |                        |                        |                        |      |
| 9 | 9          | «The Gauntlet» «Рукавиця»                                                        | Juan Jose Meza-Leon                                                         | Joshua Sternin и J.R. Ventimilia | 17 листопада 2012 року | 109                    | 2.80                   |      |
| Після того, як Ейпріл отримала послання від батька, передане голубом-мутантом на ім'я Піт, вона і черепашки вирушають на місію з порятунку батька Ейпріл і порятунку Нью-Йорка від мутагенної бомби. Але черепашки виявляються зовсім не готові до зустрічі зі Шреддером, який нападає на них. Випадково на Кріса Бредфорда та Ксевера потрапить мутаген і вони мутують. |            |                                                                                  |                                                                             |                                  |                        |                        |                        |      |
| 10 | 10         | «Panic in the Sewers» «Паника в канализации»                                     | Alan Wan                                                                    | Jeremy Shipp                     | 24 листопада 2012 року | 110                    | 2.92                   |      |
| Після нічного кошмару Сплінтера, де Шреддер перемагає черепашок, він починає тренувати синів у режимі 24/7. Незабаром черепашкам належить захистити будинок у каналізації, тому що Шреддер наказує знищити його за допомогою хлорсульфонової кислоти (Небезпечний хімікат, що сильно реагує на воду). |            |                                                                                  |                                                                             |                                  |                        |                        |                        |      |
| 11 | 11         | «Mousers Attack!» «Атака маусерів!»                                              | Michael Chang                                                               | Kenny Byerly                     | 8 грудня 2012 року     | 111                    | 3.37                   |      |
| Пурпурні Дракони намагаються вкрасти телефон Ейпріл. Одночасні погрози від Пурпурних Драконів та роботів маусерів, винайдених Бакстером Стокманом, змушують черепашок розбитися на дві групи: Лео та Раф, Донні та Майки. |            |                                                                                  |                                                                             |                                  |                        |                        |                        |      |
| 12 | 12         | «It Came From the Depths» «Це прийшло з глибини»                                 | Juan Jose Meza-Leon                                                         | Russ Carney и Ron Corcillo       | 15 грудня 2012 року    | 112                    | 3.46                   |      |
| Після того, як черепашки рятують міссісіпського алігатора від Кренгів, Майкі доглядає його і стає йому другом. Черепашки дізнаються, що алігатор Кожеголового має акумулятор Кренгів, який вони ні за що не повинні повернути собі. |            |                                                                                  |                                                                             |                                  |                        |                        |                        |      |
| 13 | 13         | «I, Monster» «Я, монстр»                                                         | Michael Chang                                                               | Jase Ricci                       | 25 Січня 2013 року     | 114                    | 2.61                   |      |
| Черепашки повинні врятувати місто та розум Сплінтера від доктора Віктора Фалка, який мутував у Щурячий Король. |            |                                                                                  |                                                                             |                                  |                        |                        |                        |      |
| 14 | 14         | «New Girl In Town» «Нова дівчина в місті»                                        | Alan Wan                                                                    | Jeremy Shipp                     | 1 лютого 2013 року     | 113                    | 2.33                   |      |
| Змейкв'юн (мутант із першої серії) повертається і викрадає людей. Втомившись від постійної критики Рафа на тему як треба бути лідером, Леонардо йде і ставить на себе Рафаеля. Після відходу Леонардо зустрічає дівчину-ніндзя на ім'я Караї, яка намагається заманити його на темний бік. |            |                                                                                  |                                                                             |                                  |                        |                        |                        |      |
| 15 | 15         | «The Alien Agenda» «Інопланетна програма»                                        | Juan Jose Meza-Leon                                                         | Kenny Byerly                     | 8 лютого 2013 року     | 115                    | 2.42                   |      |
| Леонардо та Рафаель обговорюють довіру до Караї. Черепашки вперше приходять до школи, коли шкільний проект Ейпріл привертає увагу Кренгов. Караї дізнається про існування Кренгів і намагається розповісти про це Шреддер, але йому це не цікаво. Караї слідує за черепашками до лабораторії Кренгів, де її знаходить Раф. Всі події призводять до чергової битви з Кренгамі. |            |                                                                                  |                                                                             |                                  |                        |                        |                        |      |
| 16 | 16         | «The Pulverizer» «Пульверизатор»                                                 | Alan Wan                                                                    | Russ Carney и Ron Corcillo       | 15 року 2013 року      | 116                    | 2.55                   |      |
| Донателло перетворює вагон метро Кожеголового на військовий фургон, Майки називає його Панцеробусом. Під час тест-драйву Панцеробуса, черепашки зустрічають їхнього першого фаната — підлітка в костюмі, який бореться зі злочинцями під ім'ям «Пульверизатор», який насправді є лінивим підлітком, який не має уявлення, як захищати себе. У цей час, Бакстер Стокман створює для Саблезуба кібернетичні ноги, використовуючи вкрадені технології Кренгов, а Кренгі самі шукають втрачений акумулятор. |            |                                                                                  |                                                                             |                                  |                        |                        |                        |      |
| 17 | 17         | «TCRI» «ДТКІ»                                                                    | Michael Chang                                                               | Joshua Sternin & J.R. Ventimilia | 1 березня 2013 року    | 117                    | 2.15                   |      |
| Під час проникнення в ДТКІ (Дослідний Техно-Космічний Інститут), місцезнаходження якого було повідомлено черепашкам Кожеголовим, вони дізнаються про справжні плани Кренгов - відкрити портал в Вимір X і почати вторгнення. Черепашки намагаються зупинити Кренгов і це призводить до їхньої битви з Траагом. Під час бою, Майки знаходить пристрій для зберігання інформації Кренгов. Донателло розшифровує інформацію та розуміє, що головна мета Кренгів - Ейпріл. |            |                                                                                  |                                                                             |                                  |                        |                        |                        |      |
| 18 | 18         | «Cockroach Terminator» «Таракан-термінатор»                                      | Juan Jose Meza-Leon                                                         | Jeremy Shipp                     | 15 березня 2013 року   | 118                    | 2.19                   |      |
| Донателло створює шпигуна-таргана, який повинен стежити за Кренгамі в ДТКІ. Черепашки дізнаються, що Кренгі збираються просвердлити Землю до ядра. Під час стеження, тарган випадково мутує. Коли черепашки знаходять таргана, вони дізнаються, що його мета — Рафаель, оскільки він намагався знищити його раніше через страх тарганів. |            |                                                                                  |                                                                             |                                  |                        |                        |                        |      |
| 19 | 19         | «Baxter's Gambit» «Гамбит Бакстера»                                              | Alan Wan                                                                    | Jase Ricci                       | 5 квітня 2013 року     | 119                    | 2.30                   |      |
| Стокман просить у Шреддера дозвіл на використання свого нового винаходу, який знищить черепашок. Насправді, Стокман намагався знищити не тільки черепашок, а й помститися Острозубу та Саблезубу за те, що вони загрожували йому. Він заманює їх усіх до смертельного лабіринту, який називає «Лабіринт Страху». Тепер черепашки, Острозуб і Саблезуб мають укласти тимчасове перемир'я, щоб вибратися з лабіринту живими. У цей час Сплінтер намагається підібрати ідеальну зброю для Ейпріл, в той час як вона дізнається більше про минуле Сплінтера. |            |                                                                                  |                                                                             |                                  |                        |                        |                        |      |
| 20 | 20         | «Enemy of My Enemy» «Ворог мого ворога»                                          | Michael Chang                                                               | Kenny Byerly                     | 12 квітня 2013 року    | 120                    | 2.31                   |      |
| Коли вторгнення Кренгов загрожує знищенням черепашкам і всьому світу, Караї вирішує об'єднатися з черепашками. Об'єднання з Караї стає не такою поганою витівкою, тим більше, що вона може вкрасти у Шреддера потужніші зброї. Але коли черепашки вирішують назавжди розпрощатися зі Шреддером, довіра Караї випаровується і тепер черепашки повинні перемогти Шреддера, Караї та Кренгів. |            |                                                                                  |                                                                             |                                  |                        |                        |                        |      |
| 21 | 21         | «Karai's Vendetta» «Помста Караі»                                                | Juan Jose Meza-Leon и Sebastian Montes                                      | Russ Carney и Ron Corcillo       | 27 квітня 2013 року    | 121                    | 3.05                   |      |
| Після того як черепашки дізнаються про плани Кренгів замінити Земну воду на Кренг-воду, вони проникають на підводну базу Кренгів, що охороняється морським створенням з Виміру X. Шреддер допитує спійманого Кренга і дізнається, що Ейпріл є не тільки союзником черепашок, але й ключем захоплення всієї Землі і він посилає Караї зловити Ейпріл. Ейпріл успішно тікає від Караї, але коли опиняється у пастці, програє, але втікає, використавши урок Сплінтера про те, як вивести супротивника з рівноваги. |            |                                                                                  |                                                                             |                                  |                        |                        |                        |      |
| 22 | 22         | «The Pulverizer Returns!» «Пульверизатор повертається!»                          | Alan Wan                                                                    | Jeremy Shipp                     | 11 травня 2013 року    | 123                    | 2.78                   |      |
| Сплінтер змушує черепашок помінятися зброєю і навчитися використовувати все довкола, як бойовий засіб. Шреддер дізнається у тому, як працює мутаген і планує створити цілу армію мутантів. Пульверизатор, який став одним із фут-кланівців, допомагає черепашкам дізнаватися, що планує Шреддер. Коли він добровільно погоджується бути випробуваним в експериментах з мутагеном, черепашки повинні врятувати його. |            |                                                                                  |                                                                             |                                  |                        |                        |                        |      |
| 23 | 23         | «Parasitica» «Паразити»                                                          | Michael Chang                                                               | Pete Goldfinger                  | 20 липня 2013 року     | 122                    | 2.19                   |      |
| Під час дослідження зруйнованої бази Кренгів на черепашок нападає величезна мутант-оса, яка жалить Лео. Після того як оса загинула, черепашки знаходять яйце, яке Лео пропонує віднести до лігва. Тієї ж ночі Раф намагається знищити яйце, але його зупиняє Лео, який знаходиться під впливом токсину оси, який змушує його охороняти яйце. Лео кусає Рафа, заражаючи його. Майки та Донні намагаються вилікувати його, але Донні кусають під час сутички і він не встигає закінчити антидот. Донні пояснює Майки як приготувати антидот, після чого піддається токсину та кусає Майки. Останній закінчує антидот і лікує себе і братів, коли новонароджені оси вилупилися з яйця. Пізніше Майки знищує їх за допомогою гармати у Панцеробусі. |            |                                                                                  |                                                                             |                                  |                        |                        |                        |      |
| 24 | 24         | «Operation: Break Out» "Операція: Втеча"                                         | Michael Chang                                                               | Jase Ricci                       | 27 липня 2013 року     | 124                    | 2.15                   |      |
| У спробі справити враження на Ейпріл, Донні поодинці уривається на базу Кренгів, щоб врятувати Кірбі (батька Ейпріл). Донні рятує Кірбі, але вони обоє опиняються у пастці разом із небезпечним мутантом під ім'ям Нейтритон. Ейпріл чує звуки, яких не чує Сплінтер. Черепашки рятують Кірбі та тікають від Нейтритона. Вони приводять Кірбі у лігво, де він воз'єднується з його дочкою, але вони не знають, що Кірбі знаходиться під |            |                                                                                  |                                                                             |                                  |                        |                        |                        |      |
| 25–26 | 25–26      | «Showdown» «Вирішальна битва»                                                    | Juan Jose Meza-Leon и Sebastian Montes (1-а частина) Alan Wan (2-а частина) | Joshua Sternin и J.R. Ventimilia | 8 серпня 2013 року     | 125-126                | 3.14                   |      |
| 1-а частина: Кренги збираються почати вторгнення і черепашки повинні їх зупинити. Їм необхідно закрити портал перед тим, як з'явиться Технодром і звільнити Ейпріл з полону Кренгів, яку вони схопили за допомогою Шреддера. Черепашки знищують ВИТКИ, але Технодром уже проходить через портал. 2-я частина: Черепашки повинні пробратися на Технодром, щоб врятувати Ейпріл. Сплінтер виходить віч-на-віч зі Шреддером після перемоги над Острозубом і Саблезубом. Коли він дізнається в Караї свою давно втрачену дочку Міву (який Шреддер сказав, що Сплінтер убив її матір), він у смутку відступає. У Технодромі черепашки повинні здолати Лідера Кренгів, щоб врятувати Ейпріл перед тим, як Кренгі зберуть зразок її ДНК.               |            |                                                                                  |                                                                             |                                  |                        |                        |                        |      |